# Parafia św. Michała Archanioła w Samarzewie
Parafia Świętego Michała Archanioła w Samarzewie jest jedną z 9 parafii leżącą w granicach dekanatu słupeckiego. Erygowana w XVI wieku.

## Dokumenty
Księgi metrykalne: 
- ochrzczonych od 1945 roku
- małżeństw od 1945 roku
- zmarłych od 1945 roku